# Чемпіонат України з легкої атлетики в приміщенні серед юніорів 2019
Чемпіонат України з легкої атлетики в приміщенні 2019 року серед юніорів був проведений з 4 по 5 лютого в легкоатлетичному манежі Сумського державного університету.
На чемпіонаті Роман Войцешук набрав у семиборстві 5337 очок, встановивши новий національний рекорд в приміщенні серед юніорів.
Командний залік юніорського чемпіонату України виграла збірна Київської області, другими стали харків’яни, третіми – представники Дніпропетровщини.

## Призери

### Чоловіки
| Дисципліни                    | Золото                                                                                  | Золото      | Срібло                                                             | Срібло      | Бронза                                                                             | Бронза      |
| ----------------------------- | --------------------------------------------------------------------------------------- | ----------- | ------------------------------------------------------------------ | ----------- | ---------------------------------------------------------------------------------- | ----------- |
| 60 метрів                     | Кирило Приходько (Днц)                                                                  | 7,01        | Микита Сидоров (Квм)                                               | 7,05 PB     | Панас Зінченко (Чрк)                                                               | 7,12        |
| 200 метрів                    | Ярослав Демченко (См)                                                                   | 22,21 PB    | Кирило Приходько (Днц)                                             | 22,43 PB    | Ярослав Голуб (Рв)                                                                 | 22,51 PB    |
| 400 метрів                    | Ярослав Демченко (См)                                                                   | 48,48 SB    | Микита Барабанов (Зп)                                              | 48,56 PB    | Ярослав Голуб (Рв)                                                                 | 48,68 PB    |
| 800 метрів                    | Олександр Гонський (Кв)                                                                 | 1.57,39 PB  | Федір Вечтомов (Од)                                                | 1.57,41 PB  | Тарас Шинкар (ІФ)                                                                  | 1.57,79     |
| 1500 метрів                   | Андрій Краковецький (Вн)                                                                | 3.53,67 PB  | Олександр Гонський (Кв)                                            | 3.55,77 PB  | Андрій Солтан (Квм)                                                                | 4.02,50 PB  |
| 3000 метрів                   | Андрій Краковецький (Вн)                                                                | 8.49,16     | Андрій Солтан (Квм)                                                | 8.54,44     | Роман Зозуля (Квм)                                                                 | 9.02,54     |
| 60 метрів з бар'єрами (99 см) | Максим Андрухів (Лв)                                                                    | 8,33 PB     | Богдан Третьяк (Мк)                                                | 8,53 PB     | Євген Швець (См)                                                                   | 8,67 PB     |
| 2000 метрів з перешкодами     | Роман Зозуля (Квм)                                                                      | 5.55,07 PB  | Василь Сабуняк (Квм)                                               | 5.55,59 PB  | Віталій Подкидиш (Од)                                                              | 6.03,29 PB  |
| 4×200 метрів                  | Донецька область Олександр Сосновенко Данило Журавов Микола Овсянников Кирило Приходько | 1.31,01     | Київ Микита Сидоров Максим Лупулчук Данило Вовк Микита Кульчицький | 1.31,43     | Тернопільська область Данило Буженін Андрій Мархевка Олександр Жеребний Вадим Трач | 1.32,97     |
| Ходьба 5000 метрів            | Ігор Гончаренко (См)                                                                    | 22.04,88    | Владислав Бірюков (Хрк)                                            | 22.13,95 PB | Микола Рущак (См)                                                                  | 22.29,40 PB |
| Стрибки у висоту              | Олег Дорощук (Крв)                                                                      | 2,13 PB     | Владислав Лавський (Лв)                                            | 2,05 =PB    | Олег Тікул (Крв)                                                                   | 2,05 =PB    |
| Стрибки з жердиною            | Ілля Кравченко (Кв)                                                                     | 5,35 PB     | Артур Бортніков (Днп)                                              | 4,90        | Ілля Петах (Кв)                                                                    | 4,80 PB     |
| Стрибки у довжину             | Андрій Авраменко (Квм)                                                                  | 7,36 PB     | Артем Коноваленко (Днц)                                            | 7,15 PB     | Андрій Єрещенко (Чрк)                                                              | 6,98        |
| Потрійний стрибок             | Артем Коноваленко (Днц)                                                                 | 15,62 PB    | Владислав Шепелєв (Од)                                             | 15,18       | Андрій Авраменко (Квм)                                                             | 14,97 SB    |
| Штовхання ядра (6 кг)         | Олександр Романовський (Днц)                                                            | 17,17 PB    | Руслан Захарченко (Квм)                                            | 16,61 PB    | Віталій Опанасенко (См)                                                            | 14,40 PB    |
| Семиборство                   | Роман Войцешук (Кв)                                                                     | 5337 NIU20R | Владислав Жирний (Кв)                                              | 4899        | Володимир Андрощук (Кв)                                                            | 4697        |

### Жінки
| Дисципліни                    | Золото                                                                            | Золото      | Срібло                                                                    | Срібло      | Бронза                                                                    | Бронза     |
| ----------------------------- | --------------------------------------------------------------------------------- | ----------- | ------------------------------------------------------------------------- | ----------- | ------------------------------------------------------------------------- | ---------- |
| 60 метрів                     | Єва Подгородецька (Хрк)                                                           | 7,66 SB     | Юлія Кісілівська (Хрк)                                                    | 7,69 PB     | Ірина Панаріна (Хрк)                                                      | 7,69 PB    |
| 200 метрів                    | Тетяна Кайсен (Днп)                                                               | 24,69       | Марія Буряк (Кв)                                                          | 25,35       | Фаіна Кара (Од)                                                           | 25,74 PB   |
| 400 метрів                    | Тетяна Безшийко (Чрк)                                                             | 55,96 PB    | Мар'яна Шостак (Лв)                                                       | 56,05 PB    | Марія Буряк (Кв)                                                          | 56,71 PB   |
| 800 метрів                    | Світлана Жульжик (Рв)                                                             | 2.13,48 PB  | Катерина Коваль (Днц)                                                     | 2.14,03 SB  | Анжела Лихач (Вл)                                                         | 2.14,77    |
| 1500 метрів                   | Катерина Коваль (Днц)                                                             | 4.39,87     | Катерина Онісімова (Днп)                                                  | 4.41,46 SB  | Іванна Кух (Вл)                                                           | 4.44,87 PB |
| 3000 метрів                   | Іванна Кух (Вл)                                                                   | 10.21,83    | Катерина Онісімова (Днп)                                                  | 10.22,40 SB | Яна Боровець (Рв)                                                         | 10.28,87   |
| 60 метрів з бар'єрами (84 см) | Кристина Юрчук (Днц)                                                              | 8,58 PB     | Ірина Панаріна (Днц)                                                      | 8,79 PB     | Анна Дорофєєва (Вн)                                                       | 8,96       |
| 2000 метрів з перешкодами     | Любов Север'янова (Хрк)                                                           | 7.00,21 PB  | Владислава Савінова (Хрк)                                                 | 7.08,65 PB  | Анастасія Лукашевич (См)                                                  | 7.14,99 PB |
| 4×200 метрів                  | Дніпропетровська область Анна Даценко Альона Даценко Дар'я Малахова Тетяна Кайсен | 1.43,08     | Донецька область Євгенія Коновалова Кристина Юрчук Аліна Костіна Юлія Тур | 1.44,29     | Львівська область Юлія Григор'єва Аліна Тильман Анна Голуб Мар'яна Шостак | 1.44,83    |
| Ходьба 3000 метрів            | Дарина Касян (Вл)                                                                 | 14.14,63 PB | Євгенія Сичок (Кв)                                                        | 15.16,55 PB | Катерина Токарчук (Вл)                                                    | 15.43,98   |
| Стрибки у висоту              | Олена Жмур (Вн)                                                                   | 1,80 =PB    | Вероніка Крамаренко (Зп)                                                  | 1,65 =PB    | Валерія Рижова (Мк)                                                       | 1,65 PB    |
| Стрибки з жердиною            | Тетяна Гамора (Хрк)                                                               | 3,60 PB     | Ольга Лапузова (Хрк)                                                      | 3,40 PB     | Анна Дудніченко (Кв)                                                      | 3,40 PB    |
| Стрибки у довжину             | Марія Горєлова (Хрс)                                                              | 5,90 SB     | Єва Подгородецька (Хрк)                                                   | 5,85        | Анна Костенко (Днп)                                                       | 5,64 PB    |
| Потрійний стрибок             | Анна Костенко (Днп)                                                               | 12,47 PB    | Валентина Василенко (Днп)                                                 | 11,98 SB    | Діана Кравченко (Кв)                                                      | 11,96      |
| Штовхання ядра (4 кг)         | Тетяна Кравченко (Кв)                                                             | 15,00 SB    | Ганна Хопяк (Хрк)                                                         | 13,90 SB    | Валерія Дейкун (Хрс)                                                      | 13,00 PB   |
| П'ятиборство                  | Юлія Лобан (Чрн)                                                                  | 3916        | Тетяна Білик (Хрк)                                                        | 3658        | Марія Слобода (Кв)                                                        | 3505       |